# Carlton (Nottinghamshire)
Pour les articles homonymes, voir Carlton.
Carlton est une localité constituant une banlieue de la ville de Nottingham, au Royaume-Uni. Elle relève administrativement de Gedling, dans le comté anglais du Nottinghamshire.